# Ztracený princ
Ztracený princ je česká filmová pohádka z roku 2008 režírovaná Václavem Křístkem. Pohádka byla z velké části natáčena v okolí dolského mlýna.

## Děj
Plavák se vrací do domů do Akvitánského knížectví. Na své cestě přes Arkádské království se popere v krčmě. Arkádský král ho nechá zajmout a požádá ho, aby v Akvitánii našel jeho ztraceného syna, prince Rujana, který se tam vydal zabít draka, aby se pak mohl oženit s akvitánskou princeznou. Plavák souhlasí. Na cestu dostává od krále Rujanova koně.
Plavák se dostane domů, kde zjistí, že již nežijí lidé, u kterých v mlýně vyrůstal. V bývalém mlýně potká Trpaje. Trpajovi vysvětlí, že u mlynáře s mlynářkou žil od doby, co ho našli v koši, který připlul po potoce.
Mezitím na akvitánském zámku regent sděluje princezně Auroře, že hrozí válka s Arkádií, a protože princ Rujan není k nalezení, požádá princeznu o ruku. Princezna mu odmítne odpovědět hned a v noci se vydá hledat Rujana. Dostane se až k mlýnu, kde spí Plavák. Princezna se snaží Plavákovi namluvit, že je někdo jiný, ale plavák ví, že ona je princezna Aurora.
Ráno se oba vydají proti proudu potoka hledat Rujana. Objeví kostru draka a Plavák mu vytáhne část meče ze zátylku. Při návratu do mlýna je chce Trpaj varovat, že mlýn je obsazen regentovými vojáky, ale princezna Aurora ho odežene. Plavákovi Aurora vysvětlí, že je to bývalý šašek knížete, který vyměnil jejího staršího bratra za štěně. Po návratu do mlýna je Plavák omráčen a Aurora odvedena zpět na zámek. Po Plavákově probuzení mu Trpaj vysvětluje, že to, že vyměnil knížecího syna za štěně, je regentova pomluva. Trpaj Plaváka zavede k Rujanovi, kterého Trpaj ukryl do jeskyně, aby ho regent a s ním spřažená Salome nemohli najít. Zdá se, že Rujan již nežije. Plavák Rujanovi sundá prsten, který Rujan dostal od Aurory, a Rujan náhle ožije. Odvedou ho do mlýna, kde Rujan vypráví, co si pamatuje. Plavák mu vrátí prsten, a když si ho Rujan nasadí, opět usne. Trpaj tak zjistí, že prsten je očarovaný. Plavák má horečku a usíná. Trpaj posílá Rujanova koně se zprávou k Arkádskému králi.
Když se Plavák probudí, zjistí, že Rujan odešel na zámek osvobodit princeznu. Vydají se s Trpajem za ním a na poslední chvíli mu zabrání ve vstupu do zámku. Poté jim Trpaj ukáže tajné chodby v zámku a společně pak připraví plán, jak přelstít regenta. Trpaj donese Auroře prsten, který věnovala Rujanovi.
Aurora regentovi oznámí, že si ho vezme, pokud se zbaví Salome. Regent souhlasí. Salome jejich rozhovor slyší z tajné chodby.
Když přijíždí mniši, aby princeznu a regenta oddali, Plavák a Rujan je přepadnou a obléknou se místo nich. Díky tomu se dostanou do zámecké kaple, kde má probíhat svatební obřad. Do sálu přináší Salome regentovi a Auroře víno. Regent trvá na tom, aby se Salome napila, a když odmítne, prohlásí ji za travičku a nechá ji uvrhnout do vězení. Trpaj spustí poplach, že se blíží arkádští vojáci a regent tak chce urychlit svatbu, proto se vydají s princeznou do kaple. Tam je regent zajat Plavákem a Rujanem.
Arkádský král se mezitím dostal až k zámku a chce ho obsadit. Vyjde Plavák s regentem, kterého donutí, aby dal příkaz k otevření brány. Arkádský král obsadí zámek. Regent se snaží vysvětlit, že Trpaj je zrádce, který vyměnil knížecího syna za štěně, ale Trpaj prohlásí, že to byl regent, kdo výměnu provedl a že on dítě ukryl. Pustil ho po vodě. Princezna Aurora si vzpomene, že jí Plavák vyprávěl, že ho mlynářka našla v koši připlouvat po potoce a chce po Plavákovi, aby jí ukázal rameno, jestli tam nemá stejné mateřské znaménko jako ona. Tak se ukáže, že Plavák je ztracený knížecí syn a bratr Aurory. Stává se tak knížetem.
Po několika dnech Plavák doprovází na hranice svou sestru Auroru, kam si pro ni přijíždí Rujan se svým otcem.

## Obsazení
| Petr Štěpán                             | Plavák                                              |
| Barbora Mudrová (mluví Anežka Pohorská) | princezna Aurora                                    |
| Marián Geišberg                         | král Arthur                                         |
| Lukáš Reichl (mluví Jan Maxián)         | princ Rujan                                         |
| Pavel Ponocný (mluví Jan Vondráček)     | Trpaj                                               |
| Vladimír Marek                          | regent                                              |
| Lenka Vlasáková                         | komorná Salome                                      |
| Karel Zima                              | Zjebenec, regentův poskok                           |
| Marek Tichý                             | Krysa, stráž a vojsko krále Artura, regentova garda |
| Viktor Fiala                            | Sysel, stráž a vojsko krále Artura, regentova garda |
| Michal Baran                            | stráž a vojsko krále Artura, regentova garda        |
| Petra Tenorová                          | děvečka v krčmě                                     |
| Matěj Hádek                             | arkadský válečník v krčmě                           |
| Nikos Engonidis                         | arkadský válečník v krčmě                           |
| Lukáš Melník                            | arkadský válečník v krčmě                           |
| Martin Sitta                            | arkadský válečník v krčmě                           |
| Zdeněk Ševčík                           | stráž a vojsko krále Artura, regentova garda        |
| Petr Světlík                            | stráž a vojsko krále Artura, regentova garda        |